# Temnosoma metallicum
Temnosoma metallicum är en biart som beskrevs av Smith 1853. Temnosoma metallicum ingår i släktet Temnosoma och familjen vägbin. Inga underarter finns listade i Catalogue of Life.